# Johnny Hindmarsh
Pour les articles homonymes, voir Hindmarsh.

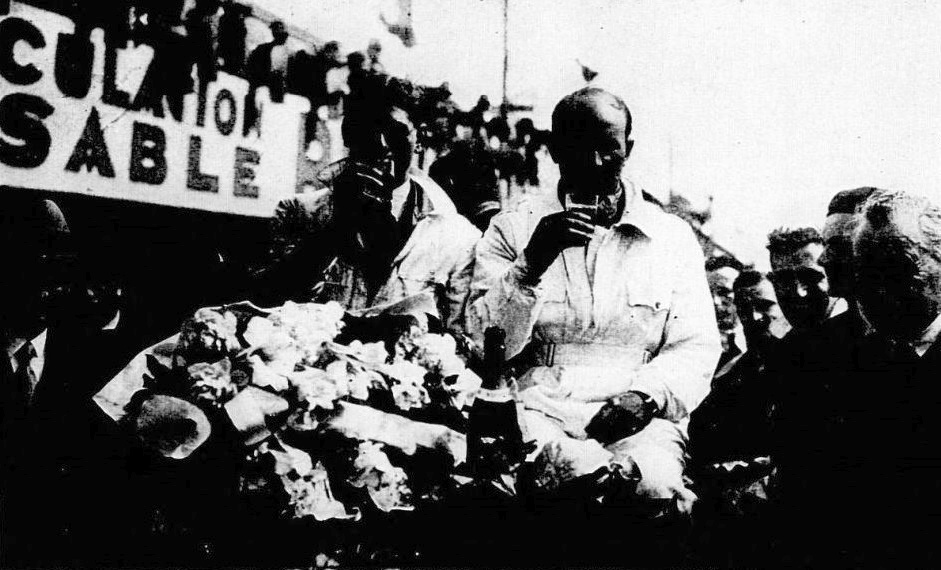
Les Anglais Johnny Hindmarsh (G) et Luis Fontés, victorieux des 24 Heures du Mans 1935 sur Lagonda.

John Stuart Hindmarsh , dit Johnny Hindmarsh (né le 25 novembre 1907, mort le 6 septembre 1938), était un pilote automobile et un aviateur anglais.

## Biographie
Il étudie à Sherborne dans le Dorset en Angleterre puis entre à l'Académie royale militaire de Sandhurst. Il rejoint le Régiment du Royal Tank en 1928, puis en 1930 apprend à voler avec la Royal Air Force.
Il fait carrière dans le monde du sport automobile entre 1929 et 1937, le plus souvent sur Lagonda. 
Il pilote également des Talbot et, en 1935 il remporta avec son coéquipier Luis Fontés les 24 Heures du Mans au volant d'une Lagonda M45R Rapide.
Il se tue en vol à l'âge de 30 ans, en testant le Hawker Hurricane Mk.I L1652 à Brooklands le 6 septembre 1938. On pense qu'il succombe alors aux émanations de monoxyde de carbone dans le cockpit et qu'il perdit connaissance. De ce fait, l'avion s'écrase en explosant au pied de la colline St George, presque en face de l'entrée de l'usine Vickers.

## Liens externes

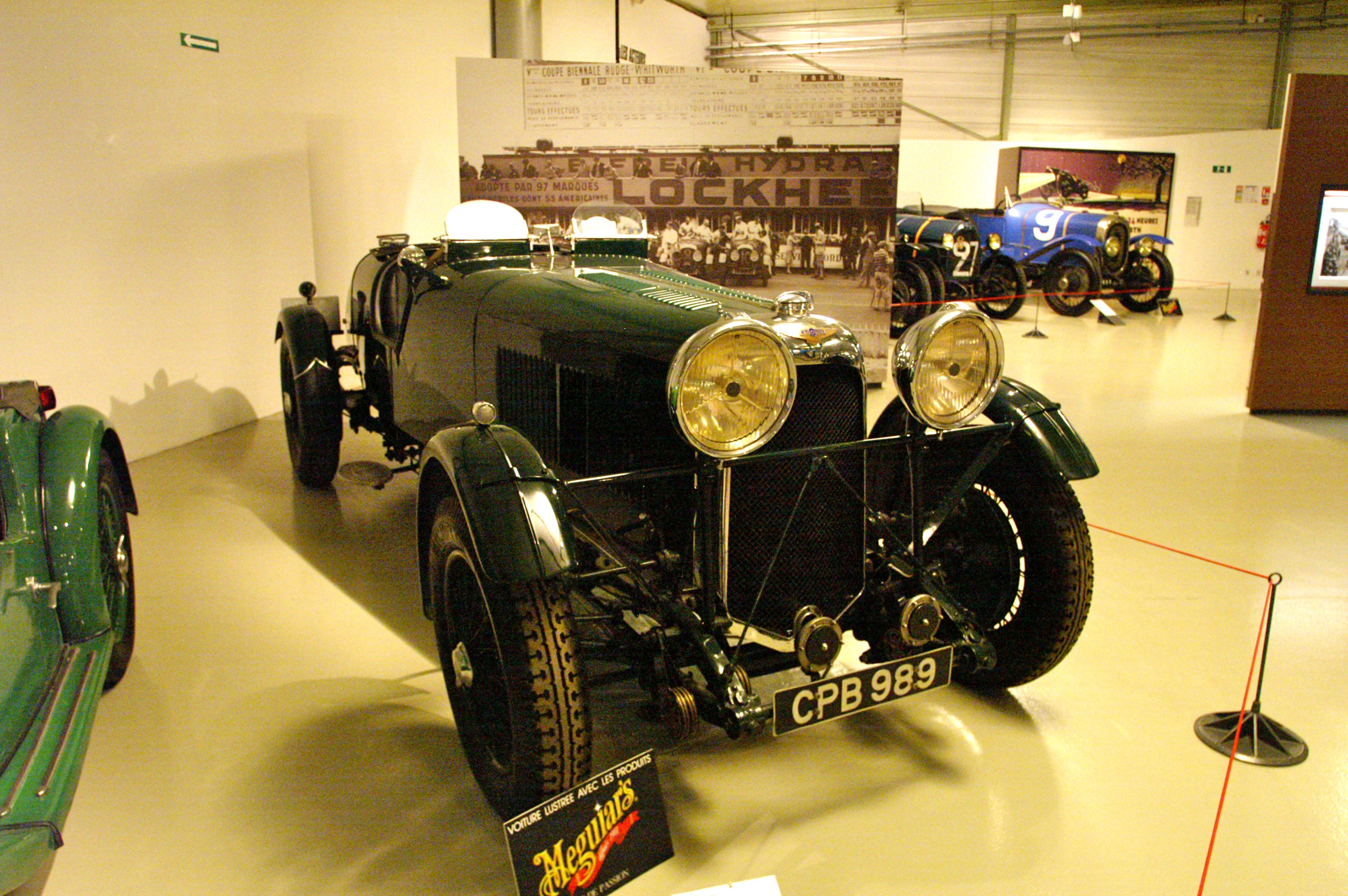
La Lagonda M45R Rapide de Johnny Hindmarsh et Luis Fontés, victorieuse des 24 Heures du Mans 1935 (Musée des 24 Heures).